# Jost Amman
Júdoco ou Jost Amman (em alemão: Jost Amman; em latim: Jodocus ou Judoco Ammanno; Zurique, 23 de junho de 1539 — Nuremberga, 17 de março de 1591) foi um artista, celebrado por suas xilogravuras e ilustrações para livros.
Amman nasceu na Suíça, filho de professor de Lógica. Pouco de sua história é conhecida por ter se movido para Nurembergue em 1560, aonde continuou a residir até sua morte em março de 1591. Começou a trabalhar com Virgil Solis, um produtor de ilustrações em livros.  Sua produtividade foi muito marcante, como pode ser percebido a partir da declaração de um de seus alunos, que os desenhos que ele fez durante um período de quatro anos teria preenchido uma carroça de feno.
Um grande número de seus desenhos estão atualmente em Berlim, com até 1500 desenhos atribuídos a ele. Ele foi um dos últimos grandes produtores de xilogravuras de livros, gravuras, durante sua carreira foram, gradativamente, assumindo esse papel. Embora, como a maioria dos artistas de xilogravura que normalmente deixa um especialista a cortar a quadra de seu desenho, ele às vezes incluía tanto uma faca de corte e uma caneta de pena em sua assinatura, em estampas, sugerindo que ele às vezes cortava os próprios blocos.